# Rein Edzard de Vries
Reint Edzard de Vries (Madiun (Nederlands-Indië), 7 juni 1942 – Den Haag, 4 januari 2017) was een Nederlands acteur.

## Loopbaan
Reint Edzard de Vries, die regelmatig onder de naam Rein Edzard werkt, deed in 1967 eindexamen aan de Amsterdamse toneelschool. Hij debuteerde bij de Nederlandse Comedie in Moeder Courage en haar kinderen van Bertolt Brecht. Op televisie was hij voor het eerst te zien in Weg van elkaar: Freudiaans slippertje op 30 november 1969 bij de VARA. Daarna volgden veel rollen, onder andere in 1975, in de serie Klaverweide. Hij speelde hierin de rol van Eric van Someren. Elf jaar later gaf hij gestalte aan het personage Willem Hengst in de serie Op hoop van zegen. In 1991 speelde Edzard een rol in de succesvolle ziekenhuisserie Medisch Centrum West en ook als flirtende buurman in Zeg 'ns Aaa.
Edzard was tweemaal te zien in Goede tijden, slechte tijden: in 1991 als dokter George van Norden, later in 2002 speelde hij in de serie Maximiliaan Sanders, de vader van Ludo Sanders. In 1993 was hij te zien als commandant Draaier in de gevangenisserie Vrouwenvleugel. In 1996 was Edzard een van de gezichten van de nieuwe SBS6-soapserie Goudkust. Hij speelde de rol van Lucas Piersma tot eind 1997.
In 2001 had Edzard een kleine rol in de jeugdserie All Stars als Van Kempen. Later, in 2006, speelde hij professor Eysinga in de serie Juliana. 
Als stemacteur sprak Edzard de stem in van Boris Boef in de animatiefilm A Goofy Movie uit 1995. 
In 2012 kreeg hij de Stadspenning Den Haag vanwege de oprichting door hem, 25 jaar eerder, van het Literair Theater Branoul waar hij ook met zijn eigen Stichting Rein Edzard Produkties (literaire) voorstellingen organiseerde, en welke stichting van 1984 tot 1997 werkzaam was. Hij overleed onverwachts op 74-jarige leeftijd.